# لوئیس آر. لوفلر
لوئیس آر. لوفلر (انگلیسی: Louis R. Loeffler؛ ۲۴ فوریه ۱۸۹۷ – ۲۲ آوریل ۱۹۷۲) یک تدوین‌گر اهل ایالات متحده آمریکا بود.

## فیلم‌شناسی
- در آریزونای قدیم (۱۹۲۸)
- لورا (۱۹۴۴)
- پرده آهنین (۱۹۴۸)
- گرداب (۱۹۴۹)
- دختر عموی من ریچل (۱۹۵۲)
- تایتانیک (۱۹۵۳)
- کارمن جونز (۱۹۵۴)
- مرد بازو طلایی (۱۹۵۵)
- تشریح یک قتل (۱۹۵۹)
- فرانسیس آسیزی (۱۹۶۱)
- کاردینال (۱۹۶۳)